# Emmons-Gletscher
Der Emmons-Gletscher liegt an der Nordostflanke des Mount Rainier im US-Bundesstaat Washington. Mit 11 Quadratkilometern hat er die größte Oberfläche aller Gletscher der Continental United States. Der Gletscher wurde nach dem Geologen Samuel Franklin Emmons benannt, der 1870 an der Erkundung des Mount Rainier beteiligt war.
Auf einer Höhe von über 13.800 ft (4.206 m) beginnend, fließt der Emmons-Gletscher ostwärts zu Tal. Nahe dem Disappointment Cleaver auf 12.200 ft (3.719 m) vereinigt sich der Emmons- mit dem von Süden kommenden Ingraham-Gletscher. Die Gletscher fließen zusammen talwärts und bleiben bis zum Keil des Little Tahoma Peak vereinigt. Während der Emmons nordostwärts talwärts fließt, erreicht er seinen Endpunkt auf etwa 5.100 ft (1.554 m) Höhe.
In den 1930er Jahren schien sich der Gletscher sehr schnell zurückzuziehen. Ein Bergsturz vom Little Tahoma Peak bedeckte jedoch 1963 den unteren Gletscher mit Geröll. Diese Gerölldecke bewahrte das Eis vor dem Schmelzen. Durch das verminderte Abschmelzen gewann der Gletscher in den 1980er Jahren zunehmend an Größe. Dies hielt bis 1992, allerdings mit geringerer Rate, an. Das Eis in Geröllnähe schmolz irregulär und bildete ein Gebiet mit vielen Buckeln. Seit 2003 ist der Gletscher erneut rückläufig. „In den letzten Dekaden schwanden die Gletscher [im amerikanischen Westen] und setzten den Trend der kleinen Eiszeit fort.“
Der Emmons-Gletscher dient oft als Aufstiegsroute (Columbia-Crest-Route) zum Gipfel des Mount Rainier. Es gibt eine Ranger-Station am Camp Schurman, welche an der Kante des Steamboat Prow errichtet wurde.

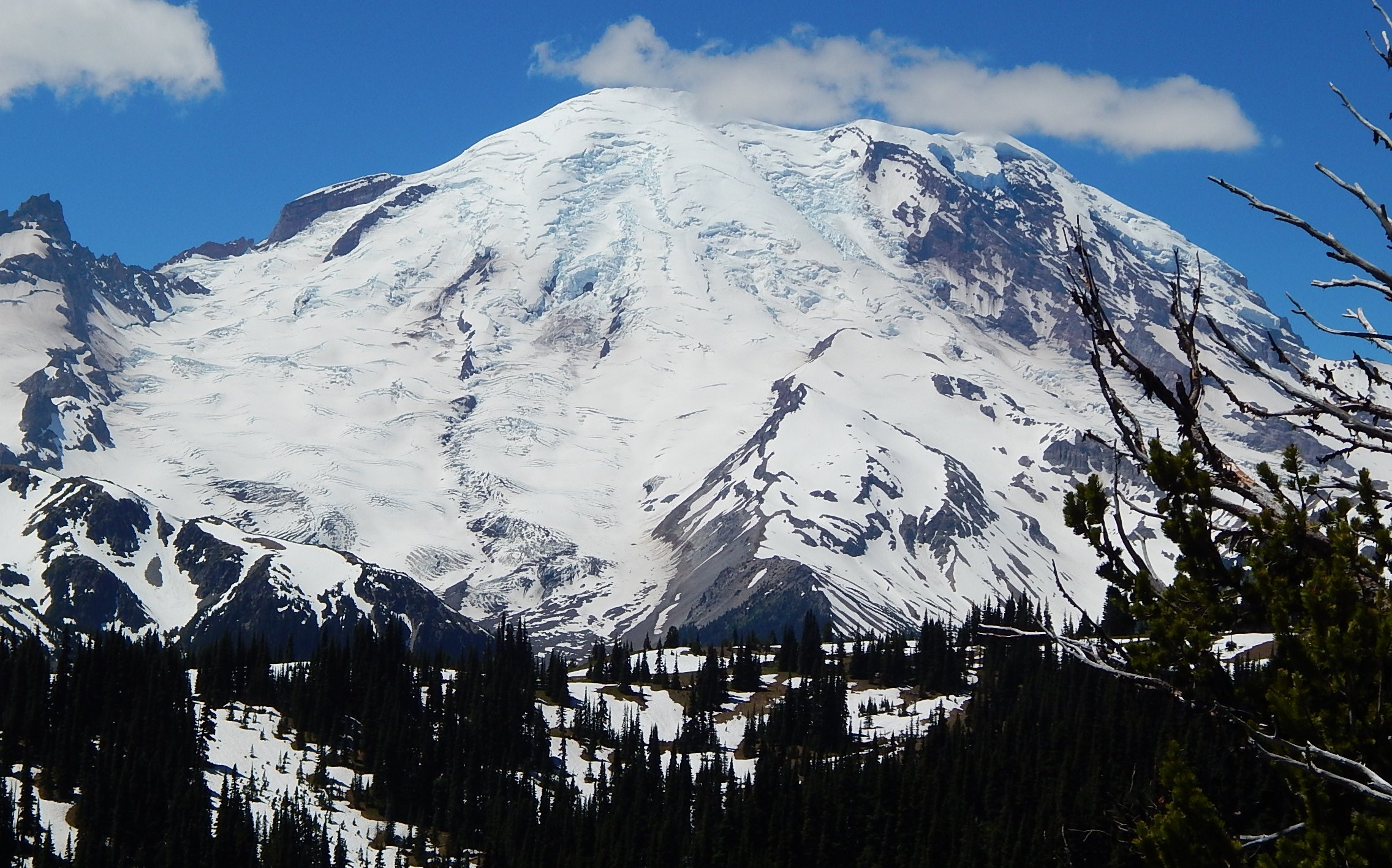
Der Emmons-Gletscher am Mount Rainier bei Sonnenaufgang von der Straße aus
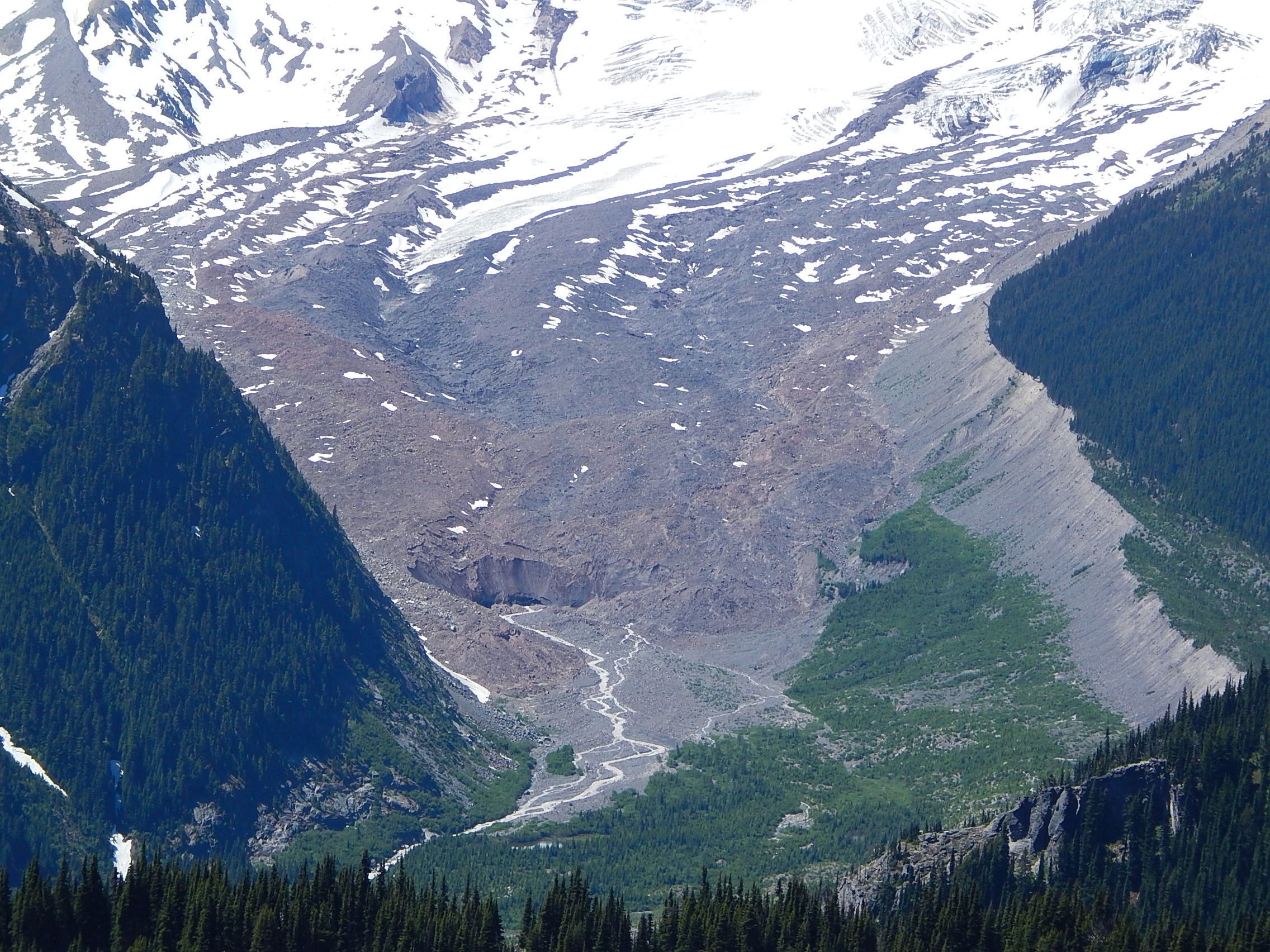
Gletscherzunge des Emmons-Gletscher
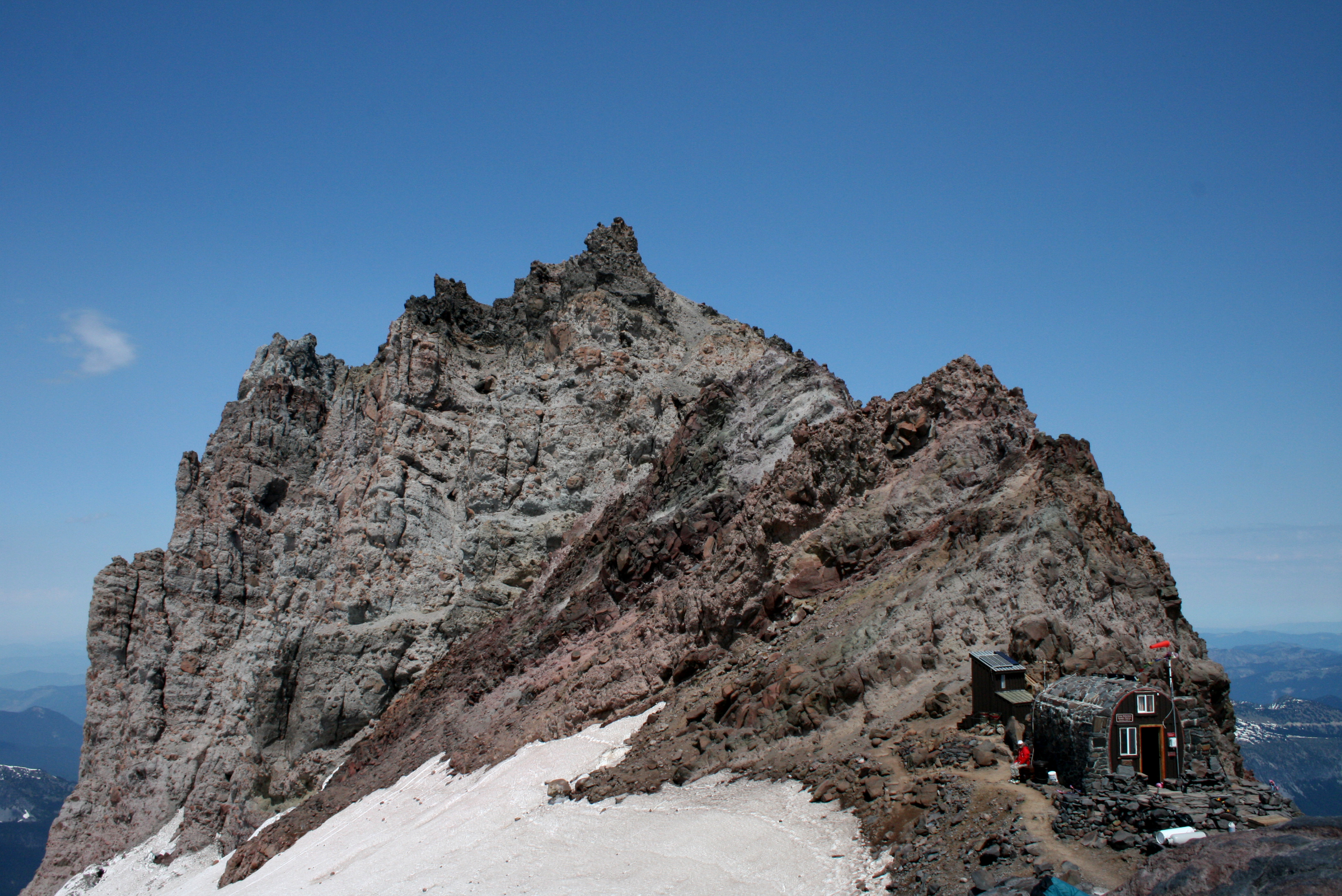
Die Ranger-Station Camp Schurman am Emmons-Gletscher am Mt. Rainier, WA
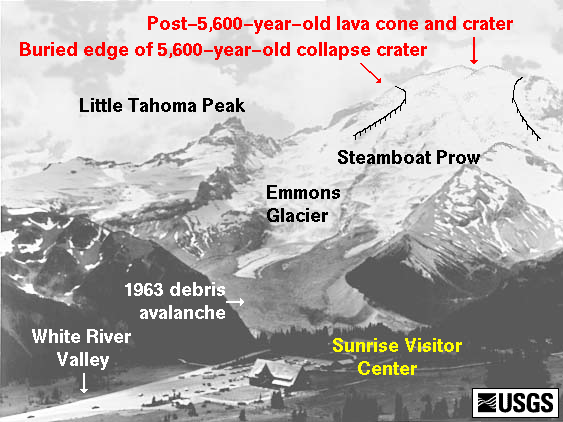
Illustration des Gebietes rund um den Emmons-Gletscher